# Vieux Château de La Roche-sur-Yon
 (décembre 2016).
Si vous disposez d'ouvrages ou d'articles de référence ou si vous connaissez des sites web de qualité traitant du thème abordé ici, merci de compléter l'article en donnant les références utiles à sa vérifiabilité et en les liant à la section « Notes et références ».
Le Vieux Château de La Roche-sur-Yon est un petit ensemble de ruines situé au niveau de la cité administrative Travot et surplombant la vallée d'Ecquebouille. 
En réalité, il ne subsiste que les soubassements des murs du donjon annulaire, une tour de flanquement, qui faisaient autrefois partie d'un château fort beaucoup plus vaste à l'époque de la guerre de Cent Ans.
Un château fort existe dès le XIe siècle, il sera agrandi progressivement. Il a eu son rôle le plus important pendant la Guerre de Cent Ans, et il était réputé imprenable. À l'origine, les fortifications étaient constituées par un château fortifié composé d'une haute-cour, un donjon et une basse-cour, ainsi que d'une ville fortifiée.

## Histoire
Vers 1090, Ingelenus, seigneur du pays de Rais (Retz), fait construire un prieuré dédié à Saint-Lienne, non loin de l'actuelle Cité Administrative. La chapelle de ce prieuré, incluse dans une enceinte fortifiée, abritait les reliques du Saint personnage. Ce château, installé sur un plateau schisteux dominant la vallée de l'Yon, était probablement une motte castrale en bois, succédant à un castrum gallo-romain.
Au XIIe siècle, la seigneurie est la propriété des seigneurs de Retz, devenus sires de Machecoul, puis des Mauléon au début du XIIIe siècle, puis successivement elle tombe aux mains des princes de Talmont et de Thouars. Vers 1240, un gouverneur du château, Raymond de Navarre, fait reconstruire la forteresse. En 1249, le comte du Poitou, Alphonse, reçoit la seigneurie de Maurice de Belleville. Le comte met Simon de Coutes à la tête du château en 1268.
En 1360, le traité de Brétigny-Calais est signé, stipulant que toute place forte située dans l'Ouest et le Nord de la France (en somme les anciens fiefs perdus des Plantagenêt) vient à l'autorité anglaise. Le château de la Roche sur Yon restera quand même sous autorité française, jusqu'en 1369. Cette année-là, le chevalier Jehan Belon, qui gardait la forteresse pour le comte d'Anjou, laissa la place forte aux anglais contre 6 000 livres. Accusé de fellonie, il fut enfermé dans un sac et jeté dans la Loire, où il mourut noyé. La forteresse revient au comte d'Anjou, grâce à Olivier V de Clisson, en 1373.
Les ducs d'Anjou gardèrent la seigneurie de la Roche sur Yon jusqu'en 1423. En 1454, ce sont les princes de Bourbon qui possèdent la place.
Cette forteresse a été reconstruite plusieurs fois, notamment au XIIIe siècle par Alphonse de Poitiers. Elle commence à être détruite pendant les Guerres de Religion, puis elle est démantelée, et donc sérieusement abîmée, par ordonnance royale en 1628.

## Description

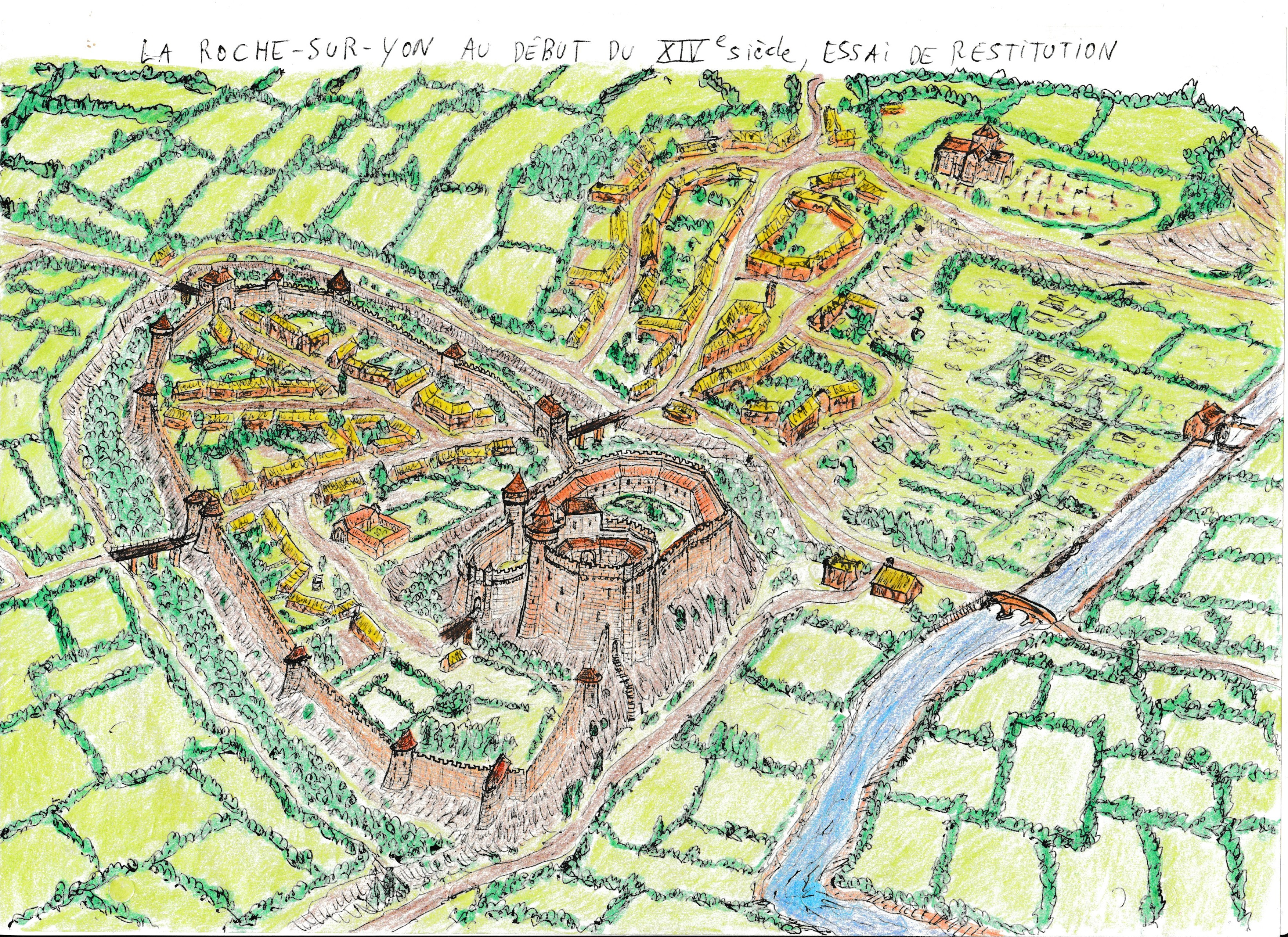
Reconstitution possible du château et de la ville de la Roche sur Yon aux alentours du XIVe siècle.

Ce château était situé au niveau de la Cité Administrative Travot, qui est construite sur l'emplacement du donjon et de la basse-cour datant probablement des XIe-XIIe siècles. 
La cité fortifiée, beaucoup plus vaste, formait un terrain en forme de langue qui s'étendait jusqu'à la rue Joffre à l'Ouest, rue de la Poissonnerie à l'Est, rue des Halles à la pointe Nord et la partie Sud était en partie commune aux remparts du château seigneurial. Cette enceinte urbaine date de la fin du XIIIe siècle ou du début du XIVe siècle, lorsque Philippe IV accorde à la Roche sur Yon le titre de ville forte (1295). On distingue nettement l'emplacement de ce château sur certains plans napoléoniens du tout début du XIXe siècle.                       
Cette ville fortifiée occupait avec le château une superficie d'environ 5 hectares. Ce château était constitué d'un « donjon coquille » ou donjon annulaire (de l'anglais Shell keep), flanqué de quelques tours et d'une basse-cour où il devait probablement y avoir des élevages, des domestiques et des cultures, utiles en cas de siège. 
Le donjon annulaire, contrairement aux châteaux plus communément rencontrés, n'était pas une tour carrée ou cylindrique dominant le site par sa hauteur, mais une cour presque circulaire, fermée par de hauts murs épais flanqués de peu de tours, formant une chemise, des corps de bâtiments étaient adossés aux murs fortifiés dans cette enceinte, ils servaient de logis au seigneur, de cuisines, sales de justice...Une tour quadrangulaire faisait office de porte fortifiée, une tour cylindrique permettait la liaison de la muraille de basse-cour (et devait surplomber la porte d'entrée du château depuis la cité) et une autre tour en fer à cheval flanquait ce donjon au Nord-ouest. La basse-cour était une enceinte en pierre ayant une forme de haricot, une seule tour la flanquait, une tour cylindrique au Nord.
Ce donjon annulaire, ou Shell keep, est un des rares donjons de ce genre au Sud de la Loire, car cette technique d'origine britannique a été adoptée par les Normands lors de leurs conquêtes en Grande-Bretagne. Les premiers châteaux en pierre du Nord de la France avaient souvent ce type de donjon, comme à Carentan, Argentan, Montargis...Ailleurs en France, l'habitude était, lorsque la pierre était utilisée, de construire des donjons en forme de grosse tour quadrangulaire, éventuellement renforcées aux angles. En Vendée, on en voit à Noirmoutier, Tiffauges, Pouzauges, les Châtelliers-Châteaumur, Talmont-saint-Hilaire. On les appelle donjons romans quadrangulaires, et la variante renforcée aux angles est du type niortais. Les donjons annulaires en revanche sont plus rare à ces latitudes, en Vendée il n'y a qu'à la Roche sur Yon, et un spécimen intéressant se trouve en Charente-Maritime, le château médiéval de Saint-Jean-d'Angle. 
La ville forte devait être flanquée de plus de tours, peut-être  une dizaine environ. La façade Est de cette enceinte étant plus courbe, il devait y avoir des tours assez rapprochées, alors qu'à l'Ouest elles devaient être plus espacées.  Une chapelle castrale dédiée à Saint Lienne devait se situer dans la basse-cour, près de la muraille Ouest, comme l'évoque le nom de l'impasse « Chapelle Saint-Lienne ». Un châtelet d'entrée était situé à la pointe Nord de la basse-cour. Un autre se situait au bout de la rue de la Poissonnerie, et a servi de prison.Une troisième porte existait sûrement à l'Ouest.
De cette forteresse médiévale, une des plus importantes du Bas-Poitou de l'époque, il ne reste que des vestiges visibles de la rue des Poilus, à savoir les parties Sud de la haute-cour, du donjon et de la basse-cour ainsi qu'une tour ayant une forme évoquant la tour de l'Horloge de Chinon, qui faisait l'angle Sud-ouest de l'enceinte de la basse-cour, tous arasés.